# Starr (Karolina Południowa)
Starr – miasto w Stanach Zjednoczonych, w stanie Karolina Południowa, w hrabstwie Anderson.